# كورتشي
كورتشي (بالألبانية: Korça) هي مدينة وبلدية في جنوب شرق ألبانيا، في مقاطعة كورتشي، التي هي عاصمتها.ويبلغ مجموع السكان 75994 نسمة (تعداد عام 2011)، في مساحة إجمالية قدرها 805.99 كم 2 (311.19 ميل مربع). وهي سادس أكبر مدينة في ألبانيا. وهي تقف على هضبة تبعد حوالي 850 متر (2,789 قدم) فوق مستوى سطح البحر، وتحيط بها جبال مورافا.

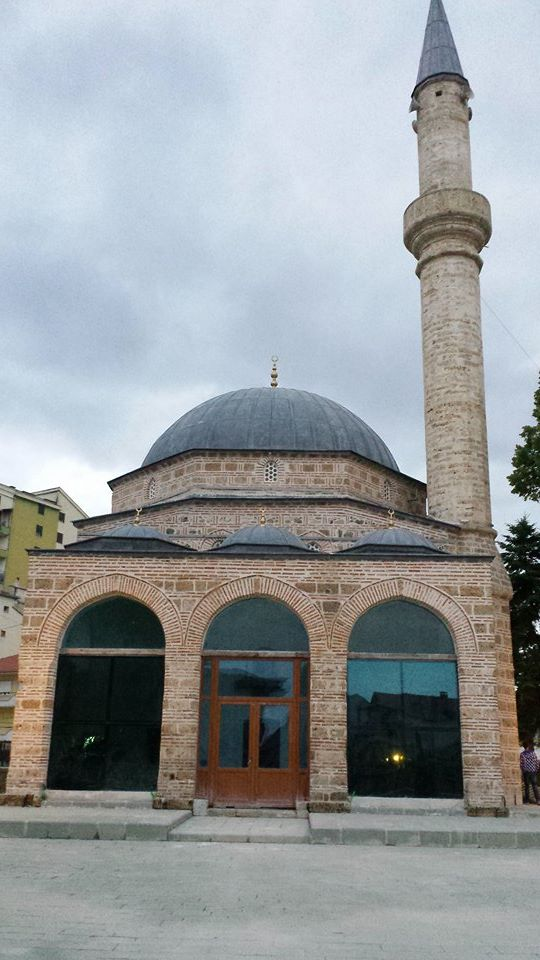
مسجد ميراهوري في كورتشي. (بني عام 1494 من قبل إلياس بيك ميراهور)

## المناخ
يظهر الجدول التالي التغييرات المناخية على مدار السنة لكورتشي:
| البيانات المناخية لـكورتشي        | البيانات المناخية لـكورتشي | البيانات المناخية لـكورتشي | البيانات المناخية لـكورتشي | البيانات المناخية لـكورتشي | البيانات المناخية لـكورتشي | البيانات المناخية لـكورتشي | البيانات المناخية لـكورتشي | البيانات المناخية لـكورتشي | البيانات المناخية لـكورتشي | البيانات المناخية لـكورتشي | البيانات المناخية لـكورتشي | البيانات المناخية لـكورتشي | البيانات المناخية لـكورتشي |
| الشهر                             | يناير                      | فبراير                     | مارس                       | أبريل                      | مايو                       | يونيو                      | يوليو                      | أغسطس                      | سبتمبر                     | أكتوبر                     | نوفمبر                     | ديسمبر                     | المعدل السنوي              |
| --------------------------------- | -------------------------- | -------------------------- | -------------------------- | -------------------------- | -------------------------- | -------------------------- | -------------------------- | -------------------------- | -------------------------- | -------------------------- | -------------------------- | -------------------------- | -------------------------- |
| متوسط درجة الحرارة الكبرى °م (°ف) | 4.7 (40.5)                 | 6.7 (44.1)                 | 10.0 (50.0)                | 13.8 (56.8)                | 19.5 (67.1)                | 23.9 (75.0)                | 26.8 (80.2)                | 26.3 (79.3)                | 22.1 (71.8)                | 16.1 (61.0)                | 10.4 (50.7)                | 5.9 (42.6)                 | 15.5 (59.9)                |
| المتوسط اليومي °م (°ف)            | 0.9 (33.6)                 | 2.8 (37.0)                 | 5.4 (41.7)                 | 8.7 (47.7)                 | 13.8 (56.8)                | 17.6 (63.7)                | 19.9 (67.8)                | 19.3 (66.7)                | 15.7 (60.3)                | 10.9 (51.6)                | 6.4 (43.5)                 | 2.3 (36.1)                 | 10.3 (50.5)                |
| متوسط درجة الحرارة الصغرى °م (°ف) | −2.9 (26.8)                | −1.1 (30.0)                | 0.8 (33.4)                 | 3.6 (38.5)                 | 8.1 (46.6)                 | 11.3 (52.3)                | 13.0 (55.4)                | 12.4 (54.3)                | 9.4 (48.9)                 | 5.8 (42.4)                 | 2.4 (36.3)                 | −1.2 (29.8)                | 5.1 (41.2)                 |
| الهطول مم (إنش)                   | 80 (3.1)                   | 68 (2.7)                   | 65 (2.6)                   | 73 (2.9)                   | 73 (2.9)                   | 38 (1.5)                   | 40 (1.6)                   | 40 (1.6)                   | 54 (2.1)                   | 99 (3.9)                   | 108 (4.3)                  | 87 (3.4)                   | 825 (32.6)                 |
| المصدر:                           |                            |                            |                            |                            |                            |                            |                            |                            |                            |                            |                            |                            |                            |

## توأمة
لكورتشي اتفاقيات توأمة مع كل من:
- يوانينا
- سلانيك
- كلوج نابوكا
- ميتروفيتسا
- فيرونا
- لوس ألكاثاريس
- شيبارتون

## أعلام
- تيفيك عثماني
- أرغيس كاجي
- سابين ليلاج
- ميجين ميميلي
- يوردي مارا